# Fluda inpae
Fluda inpae là một loài nhện trong họ Salticidae.
Loài này thuộc chi Fluda. Fluda inpae được María Elena Galiano miêu tả năm 1971.